# Honrubia de la Cuesta
Honrubia de la Cuesta település Spanyolországban, Segovia tartományban. Honrubia de la Cuesta Villaverde de Montejo, Pradales, Fuentenebro és Pardilla községekkel határos. Lakosainak száma 49 fő (2024).

## Népesség
A település népessége az elmúlt években az alábbi módon változott:
| Lakosok száma | 71   | 91   | 86   | 73   | 69   | 63   | 58   | 58   | 59   | 49   |
|               | 2001 | 2004 | 2007 | 2009 | 2012 | 2014 | 2017 | 2019 | 2022 | 2024 |